# Alfonso Palencia

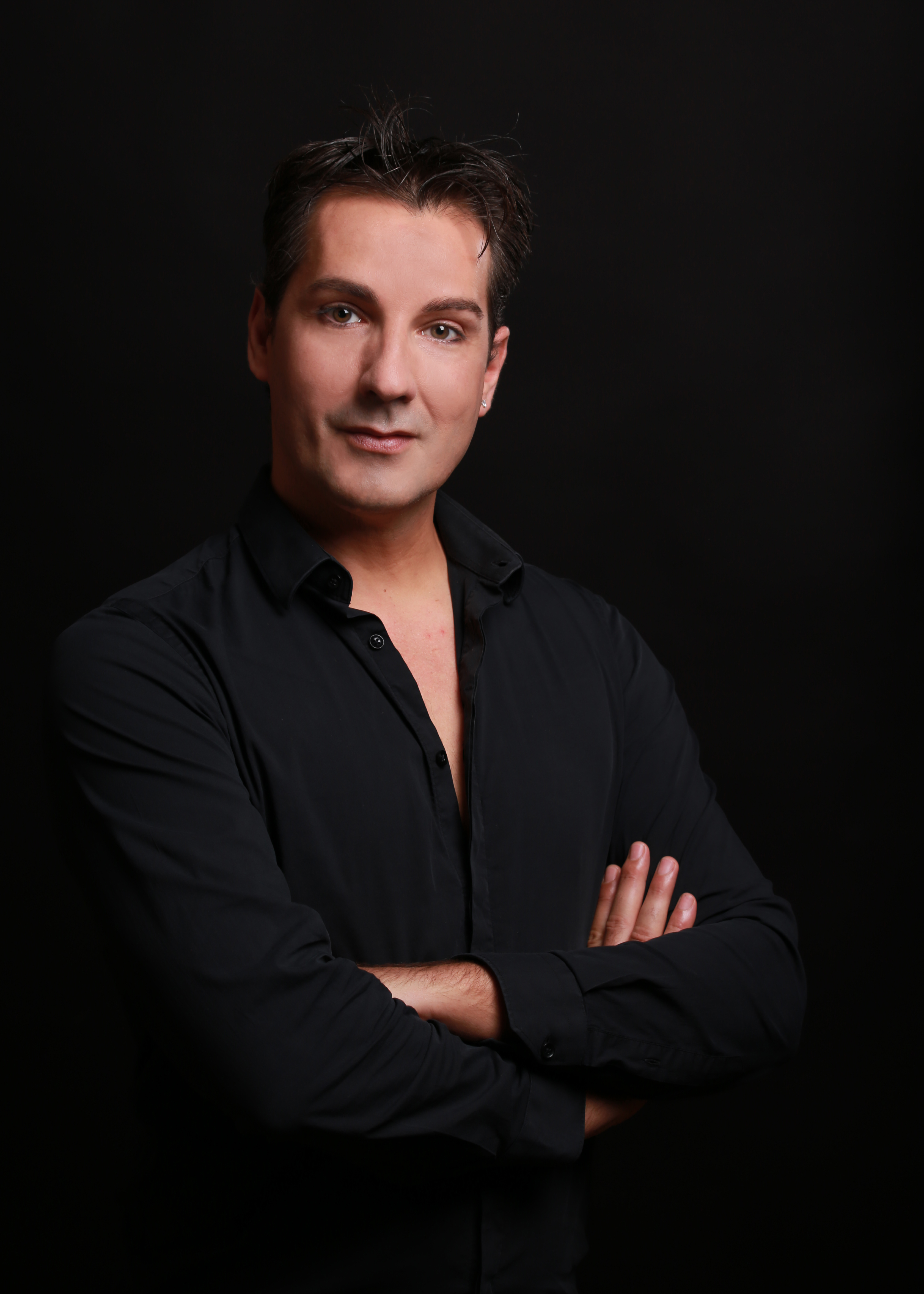
Alfonso Palencia (2021)

Alfonso Palencia Linares (* 1976 in Valencia, Spanien) ist ein spanischer Tänzer und Choreograf, der seit 2022 als Ballettdirektor und Chefchoreograf am Stadttheater Bremerhaven tätig ist.

## Leben

### Ausbildung
Palencia begann im Alter von acht Jahren eine Tanzausbildung an der Staatlichen Akademie für Musik, Tanz und Theater in seinem Geburtsort Valencia (Spanien), die er zwei Jahre später bei Patricia Carey in Belgien fortsetzte. Ab 1987 studierte er mit einem Stipendium der Paris Dance Foundation am Centre International de Danse Rosella Hightower in Cannes und ab 1992, ebenfalls mit einem Stipendium, an der San Francisco Ballet School. 1995 schloss er seine Ausbildung in klassischem und modernem Tanz im Hamburg Ballett von John Neumeier ab und wirkte in mehreren Produktionen innerhalb des Reportoires der Compagnie von Neumeier mit. Er gewann internationale Ballettwettbewerbe in Frankreich, darunter der Prix de la Danse et de la Solidarité in Bordeaux sowie der Prix des Journalistes in Paris. Außerdem wurde er vom spanischen Kulturministerium gefördert.

### Karriere als Solist
1995 wechselte Palencia zum Ballett des Musiktheaters im Revier Gelsenkirchen unter Bernd Schindowski, bevor er 1997 als Solist am Staatstheater am Gärtnerplatz München unter der Leitung von Philip Taylor verpflichtet wurde. Darüber hinaus tanzte er an der Komischen Oper Berlin (unter der Leitung von Jan Linkes und Mark Jonkers), beim Leipziger Ballett (unter der Leitung von Uwe Scholz), dem Friedrichstadtpalast Berlin, dem Ballett des Nationaltheaters Prag (unter der Leitung von Petr Zuska) und dem Nationalballett Portugal (zuerst unter der Leitung von Mehmet Balkan, später unter Vasco Wellenkamp). Er hatte dort Engagements in Solorollen in Werken u. a. von William Forsythe, Jiří Kylián, Uwe Scholz, John Cranko, John Neumeier, George Balanchine, Heinz Spoerli, Mauro Bigonzetti, Hans van Manen und Itzik Galili. Für die Spielzeit 2010/2011 wurde Palencia von Robert Conn als Solist zum Ballett Augsburg engagiert.

### Karriere als Ballettmeister und Choreograf
Nach seiner Tanzkarriere als Solist begann Palencia 2011 diverse Tanzworkshops in klassischem und modernem Tanz sowie in Improvisationstechniken zu unterrichten, u. a. am Ballett Augsburg, wo er erste Choreografien für das Musiktheater kreierte.
Ab der Spielzeit 2012/13 war er als Ballettmeister und Choreograf am Landestheater Eisenach engagiert. Mit der Eisenacher Arbeit Visions war er 2013 bei der International Ballett and Choreography Competition in Beijing eingeladen, im gleichen Jahr entstanden Bach concerto rooms und Protective duality, später Reflections und Lamento/Fado für die Eisenacher Compagnie.
Nachdem er mit seiner Choreografie „Protective duality“ zu der Aidsgala 2013 am Theater Hagen eingeladen wurde, übernahm er 2014 die Position als Ballettmeister und choreographischer Mitarbeiter beim Ballett Hagen und wirkte als Choreograph im Musiktheaterbereich am Hagener Theater. Er choreographierte und inszenierte Musiktheaterproduktionen wie die Werke Die Hochzeit des Figaro, Der Rosenkavalier, Das Land des Lächelns, Die Csárdásfürstin, Die Comedian Harmonists, Eugen Onegin, Jonny spielt auf und Die spinnen die Römer. 2017 wurde er dort zum Ballettdirektor ernannt. Hier entstanden Arbeiten wie Luminous Heart aus dem Ballettabend Dancing Souls, das Handlungsballett Cinderella, das Stück ¡Movinos! Aus dem Ballettabend Move On und andere Werke wie Black Angels und Vivace Bach.
Als freiberuflicher Ballettmeister und Choreograf arbeitete er seit 2019 außerdem an verschiedenen Ballettcompagnien, staatlichen Ballettschulen und Kunsthochschulen in Deutschland, den Niederlanden, Spanien, Polen, Tschechien, China und Südkorea. Seine Arbeiten wurden auch in Tanzmagazinen wie Dance for You und Tanz International! beachtet. 2020 wurde er als Choreograf an die Oper Breslau engagiert und inszenierte und choreografierte die Oper Carmen für das Ballett. 2021 wurde er an das Landestheater Eisenach engagiert und schuf den Ballettabend Found Souls.
Seit der Saison 2022/2023 ist Palencia Ballettdirektor und Chefchoreograf am Stadttheater Bremerhaven. Seine erste Inszenierung dort war 2022 das Handlungsballett Dornröschen gefolgt von dem Stück Las Marias 2023 aus dem Ballettabend Ballett Latino. Zudem ist er Verantwortlicher der jährlichen Ballettgala in Bremerhaven, zu der er nationale und internationale Gäste verschiedener Ballettcompagnien einlädt.

## Auszeichnungen
- 1995: Danse et Solidarité in Bordeaux[2][3][4]
- 1995: Prix des journalisme in Paris[2][3][4]
- 2021: Preis des Netzwerks Organspende NRW zur Förderung der Organspende der Deutschen Transplantationsgesellschaft mit seiner Choreografie Organ Dance Changes Lives[2]